# Banque nationale d'Algérie
Pour les articles homonymes, voir BNA.
La Banque nationale d'Algérie (BNA) (en arabe : البنك الوطني الجزائري) est une banque publique algérienne. Créée le 13 juin 1966, elle est la plus ancienne banque commerciale en Algérie. 
Elle traite toutes les opérations de banque, de change et de crédit dans le cadre de la législation et de la réglementation des banques.

## Histoire
Le 13 juin 1966 est créée la première banque commerciale en Algérie,, reprenant les activités algériennes du Crédit foncier d'Algérie et de Tunisie.
En septembre 1995, la BNA a été la première banque algérienne à obtenir son agrément conformément aux dispositions de la loi 90-10 relative à la Monnaie et au Crédit.
En 2005, une organisation de malfaiteurs parvient, en l'espace de 18 jours, à détourner 21 milliards de dinars algériens des caisses de la BNA. Les trois principaux accusés sont arrêtés en février 2006 au Maroc et incarcérés à la prison de Salé. En 2009, les principaux accusés sont condamnés à 18 ans d'emprisonnement.
En juin 2009, la direction de la Banque nationale d'Algérie annonce que son capital a augmenté de 27.000 milliards de dinars algériens passant de 14.600 milliards de dinars algériens à 41.600 milliards de dinars algériens.
Le 1er mars 2011, la BNA se voit confier la gestion de dix fonds d'investissement de wilayas dans le cadre de la loi de finances complémentaire de 2009
En 2013, la BNA annonce un résultat net bénéficiaire de 30,2 milliards de dinars algériens. Le magazine Jeune Afrique la classe alors 13e banque du continent africain. La banque annonce en janvier 2013 un partenariat avec la Compagnie d'Assurances des Hydrocarbures (filiale de Sonatrach) pour le développement d'une offre assurance de personnes. En octobre 2013, le conseil des participations de l'État a donné son accord pour l'introduction à la bourse d'Alger de la BNA.
En janvier 2014, la BNA octroie un crédit à Air Algérie pour l'achat de 9 avions d'ici à 2017.
Fin mai 2015, Abboud Achour est nommé P-DG de la BNA.
En mars 2017, la direction de la Banque nationale d'Algérie annonce qu'elle vient de signer un partenariat avec le groupe Sonelgaz pour permettre aux abonnés de Sonelgaz le paiement électronique des factures.
En juillet 2019, Houari Rehali est nommé directeur général par intérim de la BNA, en remplacement de Abboud Achour, placé en détention provisoire en juin 2019 à la prison d'El-Harrach. M. Rehali est remplacé le 9 décembre 2019 par Miloud Ferahta.

## Activités
La BNA gère en 2022 plus de 2 639 319 comptes clientèles.

## Structures
En 2022, la BNA gère 235 agences chapeautées par 21 directions régionales, réparties sur tout le territoire algérien et employant 5 851 collaborateurs, ainsi qu'un reséau de 180 distributeurs automatiques de billets (DAB) et 100 guichets automatiques de banque (GAB).

## Gouvernance
La BNA est dirigée par un Président-Directeur général jusqu'au 29 avril 2021. Elle est ensuite confiée à un Président du Conseil d'administration et à un Directeur général.
- Président Directeur général (jusqu'au 29 avril 2021)
  - Abboud Achour (2015-2019)
  - Houari Rehali (juillet 2019- 8 décembre 2019)
  - Miloud Ferahta (9 décembre 2019 - 29 avril 2021)
- Président du Conseil d'administration (à partir du 29 avril 2021)
  - Ramdane Idir[22]
- Directeur général (à partir du 29 avril 2021)
  - Mohamed-Lamine Lebbou (29 avril 2021 - 10 juin 2024)[22]
  - Samir Tamrabet (depuis le 10 juin 2024)[23].